# Jeeves
Jeeves (właściwie Reginald Jeeves) – fikcyjna postać z serii popularnych opowiadań i powieści humorystycznych angielskiego pisarza P.G. Wodehouse’a, jeden z pary głównych bohaterów (pojawiał się w nich od 1915 do 1974 r.), występujący jako kamerdyner ("osobisty dżentelmen dżentelmena") młodego arystokraty Bertiego Woostera. Stał się archetypem idealnego służącego, a jego nazwisko stało się w języku angielskim wręcz synonimem pomocnika zdolnego zaradzić każdemu problemowi.

## Historia i charakter postaci
Para Jeeves i Wooster pojawia się w kilkudziesięciu opowiadaniach P.G. Wodehouse’a publikowanych od 1915 r., oraz w kilkunastu powieściach publikowanych od 1934 do 1974 r. (w polskim tłumaczeniu wydano trzy z tych powieści: Dziękuję, Jeeves, Dewiza Woosterów oraz Wielce zobowiązany, Jeeves). W opowiadaniach z okresu I wojny światowej charaktery obu postaci nie są jeszcze skrystalizowane, niektóre imiona też są zmienione – pierwsze spotkanie Jeevesa i Woostera zostało opisane w opowiadaniu Jeeves Takes Charge z 1916 r. Akcja większości opowieści toczy się w Londynie i różnych wiejskich rezydencjach arystokratycznych w Anglii, scenerią tylko kilku z nich są Stany Zjednoczone. Umieszczone są w bezczasowym świecie stanowiącym wyidealizowaną wizję międzywojennej Anglii.
Efekt komiczny opowieści o Jeevesie i Woosterze w dużej mierze pochodzi z faktu, iż będący narratorem zdecydowanej większości opowiadań i powieści Wooster, choć docenia swego genialnego służącego, nie jest świadom tego, że jest obiektem jego manipulacji. Jeeves jest niezawodny w przygotowywaniu i realizacji (niekiedy bez wiedzy Woostera) subtelnych planów, dzięki którym Wooster wychodzi z rozlicznych opresji (od kłopotów z wymiarem sprawiedliwości po przyrzeczenia małżeństwa).
Jeeves jest znany ze swej wymowy (zawiłej, ale precyzyjnej) oraz obfitego cytowania klasyków literatury (zwłaszcza Szekspira i poetów romantycznych). W wolnych chwilach poświęca się lekturze swego ulubionego filozofa Spinozy, lubi też literaturę rosyjską. Bardzo często ujawnia wszechstronną, rozległą wiedzę w różnych dziedzinach: filozofii, poezji, nauce, historii, psychologii, geografii, polityce czy literaturze. Zna się na hazardzie, samochodach, etykiecie i kobietach. Wykazuje się dogłębną wiedzą na temat brytyjskiej arystokracji i często opowiada anegdoty z życia jej przedstawicieli. Legendarne wśród bohaterów opowieści P.G. Wodehouse’a są jego mikstury, zarówno alkoholowe, jak i te, które zażegnują poranny ból głowy. Jeeves jest kamerdynerem – usługuje swemu pracodawcy, ale nie zajmuje się gospodarstwem domowym, choć w powieściach pojawiają się niekiedy odniesienia do jego wszechstronności również i w tym zakresie. Jeeves wyznaje także zasadę pracy wyłącznie na rzecz nieżonatych.
Jeeves zazwyczaj ma odmienną od Woostera opinię na temat rzeczy, w stosunku do których Bertie nastawiony jest entuzjastycznie (szczególnie często objawia się to w kwestii doboru odpowiedniego ubrania). W powieści Dziękuję, Jeeves zamiłowanie Woostera do gry na banjolele doprowadza do tego, że Jeeves rezygnuje z pracy u niego.
Jeeves jest członkiem zrzeszającego kamerdynerów londyńskiego Klubu Młodego Ganimedesa. W księdze klubowej wszyscy jego członkowie mają obowiązek opisywania swoich pracodawców, by w razie poszukiwania przez tych ostatnich nowych kamerdynerów, kandydaci na to stanowisko mogli się zorientować, z kim mają do czynienia. Część dotycząca Woostera jest najobszerniejszą w całej księdze. Obawa Woostera przed dostaniem się jej w niepowołane ręce powraca regularnie w kolejnych historiach. Ostatecznie, na końcu przedostatniej z powieści (Wielce zobowiązany, Jeeves), Jeeves informuje Woostera, że zniszczył część mu poświęconą, przewidując, że nigdy nie opuści służby u niego, a zatem będzie niepotrzebna.
Tylko raz w prozie P.G. Wodehouse’a Jeeves pojawia się na kartach powieści bez Woostera (Ring for Jeeves) – służy wówczas u lorda Towcester, podczas gdy Wooster znajduje się w szkole, w której ludzie bogaci uczą się samodzielności na wypadek upadku hierarchii społecznych. Niekiedy w historiach o Jeevesie i Woosterze zdarzają się wzmianki o wcześniejszych pracodawcach Jeevesa (było ich kilkunastu). Przed wstąpieniem na służbę u Woostera Jeeves był m.in. kamerdynerem lorda Wordplesona, jednak zrezygnował z tej funkcji z powodu ekscentrycznych zwyczajów lorda w zakresie doboru ubrań wieczorowych.
Imię Jeevesa (Reginald) pojawia się tylko raz, w przedostatniej powieści serii (Wielce zobowiązany, Jeeves). Wooster, który usłyszał osobę wołającą do Jeevesa "Halo, Reggie", jest zdziwiony wówczas przede wszystkim faktem, że Jeeves posiada jakiekolwiek imię.
Nazwisko Jeevesa P.G. Wodehouse zaczerpnął od Percy’ego Jeevesa, angielskiego krykiecisty, który zginął podczas I wojny światowej.

## Jeeves jako inspiracja
Genialny sługa w modelu Jeevesa stał się archetypem, który zainspirował wielu autorów tworzących podobne postacie (m.in. już kilka lat po powstaniu Jeevesa Mervyn Bunter u Dorothy L. Sayers, kelner Henry z Klubu Czarnych Wdowców z serii opowiadań Isaaca Asimova). Nawiązaniem do postaci Jeevesa jest także kamerdyner Baines w powieści Connie Willis Nie licząc psa.
Dzięki umiejętności odpowiedzi na każde pytanie postać Jeevesa stała się inspiracją nazwy wyszukiwarki internetowej Ask Jeeves (dosłownie: "Zapytaj Jeevesa").
Opowiadania i powieści P.G. Wodehouse’a o Jeevesie i Woosterze doczekały się wielu adaptacji: filmowych (pierwsza już w 1935 r.), teatralnych, radiowych (m.in. kilkuletnie słuchowisko BBC w latach 70. XX w.) i telewizyjnych (m.in. popularnego 23-odcinkowego serialu Jeeves and Wooster telewizji ITV z początku lat 90. XX w., w którym rolę Jeevesa grał Stephen Fry), a także musicali. Sam Jeeves doczekał się swojej fikcyjnej biografii, zatytułowanej Jeeves: A Gentleman's Personal Gentleman autorstwa C. Northcote'a Parkinsona.